# Cani (Fußballspieler)
Cani, bürgerlich Rubén Gracia Calmache (* 3. August 1981 in Saragossa), ist ein ehemaliger spanischer Fußballspieler.

## Spielerkarriere
Cani stammt aus der Jugend von Real Saragossa, dem größten Verein seiner Heimatstadt. Für die Saison 2000/01 war er in die Tercera División an den Vorstadtclub FC Utebo ausgeliehen. Sein Erstliga-Debüt gab er am 11. Mai 2002, dem letzten Spieltag der laufenden Saison, beim Heimspiel gegen den FC Barcelona. Es war das letzte Spiel vor dem Gang in die Segunda División für seinen Club. In den folgenden Jahren wurde er Stammspieler und es gelang ihm mit seiner Mannschaft der direkte Wiederaufstieg.
Im Jahr 2004 gewann er die Copa del Rey und den Spanischen Supercup gegen Real Madrid bzw. Meister FC Valencia.
Seit Sommer 2006 spielt Cani für den Ligarivalen FC Villarreal, wo er ebenfalls zum Stammspieler avancieren konnte.
Am 7. Januar 2015 wechselte Cani bis zum Ende der Saison 2014/15 auf Leihbasis zum amtierenden Meister Atlético Madrid.

## Erfolge / Titel
- 2002/03 – Aufstieg in die Primera División mit Real Saragossa
- 2004 – Copa del Rey mit Real Saragossa
- 2004 – Supercopa de España mit Real Saragossa